# Celegerri
Celegerrii a fost un trib trac, pomenit de Plinius cel Bătrân în "Istoria naturală" printre populațiile ce locuiau în Moesia, alături de dardani, tribali, moesi și traci.
Istoricul W.Tomaschek considera că numele lor ar trebui identificat cu acela de locuitori ai peșterilor sau ai bordeielor.